# Star One D2
O Star One D2 é um satélite de comunicação geoestacionário brasileiro construído pela Space Systems/Loral (SS/L). Ele está localizado na posição orbital de 70 graus de longitude oeste é operado pela Embratel (Claro). O satélite foi baseado na plataforma SSL-1300 e sua expectativa de vida útil é de 18 anos ou mais.

## Características
O Star One D2 é o segundo satélite da frota de quarta geração, denominada família D, ele também é o maior satélite já lançado pela Embratel Star One. O Star One D2 leva a bordo 28 transponders em banda C, 24 em banda Ku e 20 Gbps de capacidade em Banda Ka. A banda Ka é utilizada para atender às demandas de backhaul de telefonia móvel e, a banda Ku atende a crescente demanda por capacidade para transmissão de dados, vídeo e internet, além de ampliar as redes de backhaul celular existentes em banda Ku. A banda C é voltada principalmente para a transmissão de sinais de TV aberta, devido o satélite ocupar a posição orbital considerada a hot position do Brasil.

## Lançamento
O satélite foi lançado com sucesso ao espaço em 30 de julho de 2021, por meio de um veículo Ariane 5 ECA+, a partir do Centro Espacial de Kourou, na Guiana Francesa, juntamente com o satélite Eutelsat Quantum. Ele tinha uma massa de lançamento de 6.190 kg.

## Capacidade e cobertura
O Star One D2 está equipado com 28 transponders de banda C, 24 de banda Ku e 20 Gbps de capacidade em banda Ka para fornecer serviços para o Brasil, América do Sul e México.